# Ole Erevik
Ole Erevik (Stavanger, 9 de enero de 1981) es un exjugador de balonmano noruego que jugaba de portero. Su último equipo fue el GOG Gudme de la 888ligaen. Fue un componente de la Selección de balonmano de Noruega.
En España es conocido por su paso por el Ademar León y por el Bidasoa Irún.

## Palmarés

### Ademar
- Recopa de Europa de Balonmano (1): 2005

### KIF Kolding
- Liga danesa de balonmano (1): 2009

### Aalborg
- Liga danesa de balonmano (1): 2013
- Copa de Dinamarca de balonmano (1): 2012

## Clubes
- Viking Stavanger (2000-2004)
- Ademar León (2004-2005)
- Bidasoa Irún (2005-2007)
- SC Magdeburg (2007-2008)
- KIF Kolding (2008-2011)
- Aalborg HB (2011-2015)
- Pays d'Aix HB (2015-2017)
- GOG Gudme (2017-2019)[2]